# Wilhelm Uhde (Schriftsteller)
Wilhelm Uhde (auch unter dem Pseudonym Zoch bekannt) (* 29. Dezember 1868 in Krefeld; † 6. Mai 1917 bei Fresnoy) war ein deutscher Schriftsteller, Dichter und Komponist zahlreicher Studentenlieder. Ab 1902 bis zu seinem Tode Gymnasialprofessor am Städtischen Gymnasium und Realgymnasium Bonn, dem späteren Ernst-Moritz-Arndt-Gymnasium Bonn.

## Leben und Wirken
Geboren wurde Wilhelm Uhde als Sohn des Kaufmannes Carl Uhde und Margarethe Aretz.
Nach seiner Schulzeit in Krefeld studierte er von 1887 bis 1893 an der Rheinischen Universität Bonn. Sein Interesse galt den Altertumswissenschaften. Er wurde Mitglied des Philologischen Vereins Bonn im Naumburger Kartellverband. Mit seinen studentischen Vereinsbrüdern verbrachte er während seiner Studentenzeit und auch noch später viele Stunden im Gasthaus der Aennchen Schumacher in Godesberg.
Er dichtete und komponierte zahlreiche Studentenlieder und sang diese wie viele weitere selbst mit großer Begeisterung.
Zu den von ihm gedichteten und teilweise komponierten Liedern gehören zum Beispiel: „Alt Bonna du Taute“ oder „Ich bin ein junger Studio“; „Behüt´ mich Gott vor saurem Wein und falschen Frauenzimmern“; „Fuchsenanstich“; „Wanderschaft“; „Mosellied“; „H20“; „Godesburg“; „Am Rhein“; „Die Sommernacht“; „Schlimmes Vieh“; „Wiedersehen“; „Das Zechen“; „Einkehr beim Ännchen“ und viele mehr.
Nach seinem Studium führten ihn seine Wanderjahre nach Mönchengladbach und Krefeld, dann zwei Jahre lang nach Argentinien. Nach seiner Rückkehr war er als Hilfslehrer am Friedrich-Wilhelm-Gymnasium Köln und als Oberlehrer im Realgymnasium Remscheid tätig. Schließlich kam er am 28. April 1902 nach Bonn und wurde Gymnasialprofessor am Städtischen Gymnasium und Realgymnasium zu Bonn.
Am 6. Mai 1917 ist Wilhelm Uhde bei Fresnoy gefallen.
Neben seinen Arbeiten über Altertumswissenschaften und seiner Leidenschaft für Lieddichtungen war er auch schriftstellerisch tätig. So dürften die Bücher (nicht gesichert) „Aus alten Bonner Bierzeitungen“ Bonn 1907; „Kriegsgedichte und Soldatenlieder“ Köln 1915, von ihm stammen.
Das Pseudonym „Zoch“ dürfte wahrscheinlich sein Couleurname gewesen sein, da er sich ja in diesen Kreisen bewegte und selbst einem studentischen Verein angehörte, wie seinem Nachruf zu entnehmen ist. Zoch ist das rheinische Wort für Zug, weshalb es sein kann, dass dieser Couleurname in den von Ännchen Schumacher beschriebenen, sangesfreudigen Umzügen Wilhelm Uhdes mit seinen Vereinsbrüdern um die Kneiptische, seinen Ursprung haben könnte.

## Der Mensch Wilhelm Uhde
Über den Menschen Wilhelm Uhde ist wenig bekannt. Die Godesberger „Lindenwirtin“ Aennchen Schumacher schrieb über Zoch „...von den Dichtern nenne ich in erster Reihe unseren lieben Zoch, der auf dem Felde der Ehre sein Leben dem Vaterlande zum Opfer gab. ...und ich werde nie vergessen, mit welcher Begeisterung er stets die vielen Soldaten- und Volkslieder gesungen hat. Mit seinen Vereinsbrüdern marschierte er dann im gleichen Schritt und Tritt um den langen Kneiptisch herum, bis alle Verse gesungen waren....“.
In ihrer Biographie schrieb Aennchen Schumacher über „Zoch“: „...Zu dieser wundervollen Maienschilderung möchte ich nicht vergessen nachzutragen, dass dieser angebliche Philister in seiner Studentenzeit den Mai ganz besonders verehrte und recht oft am 30. April auf der Godesburg und nachher mit seinen Vereinsbrüdern zur Bowle sich bei uns einfand. Leider kann er nun den Mai niemals mehr mitfeiern, weil er 1917 am 6. Mai als Held sein Leben dem Vaterlande hingegeben. Am 1. Mai 1917 erhielt ich eine Karte aus dem Schützengraben bei Arras“, mit der Adresse: „An Ännchen und den Mai in Godesberg“ und auf der Rückseite die Worte „Der Mai ist gekommen, in Mosel und Burgund, auf sein und Ihr Wohl“. – Ihr Zoch.